# Caturité
Caturité este un oraș în Paraíba (PB), Brazilia.